# کاژیمیش شچربا
کاژیمیش شچربا (انگلیسی: Kazimierz Szczerba؛ ‏ تلفظ لهستانی: [kaˈʑimjɛʂ]؛ ‏ زادهٔ ۴ مارس ۱۹۵۴) بوکسور اهل لهستان است.